# Eriko (Beru)
Eriko ist ein Ort im südlichen Teil des pazifischen Archipels der Gilbertinseln nahe dem Äquator im Staat Kiribati mit einer Landfläche von 0,15 km². Im Jahr 2020 hatte der Ort 235 Einwohner.

## Geographie
Der Ort liegt im Süden der Westküste des Atolls Beru, in unmittelbarer Nachbarschaft zum Flugplatz Beru (BEZ, NGBR) und nördlich des Ortes Taboiaki. Im Ort gibt es das Eriko Maneaba, das lokale traditionelle Versammlungshaus.

## Klima
Das Klima ist tropisch heiß, wird jedoch von ständig wehenden Winden gemäßigt. Ebenso wie die anderen Orte der südlichen Gilbertinseln wird Eriko gelegentlich von Zyklonen heimgesucht.